# French Quarter (New Orleans)
Das French Quarter, auch als französisch Vieux Carré bekannt, ist der älteste Stadtteil von New Orleans. Nachdem New Orleans im Jahr 1718 durch Jean-Baptiste Le Moyne de Bienville gegründet worden war, entwickelte sich die Stadt um den zentralen Platz Vieux Carré (deutsch „alter Platz“) herum. Der Stadtteil wird heute für gewöhnlich englisch das French Quarter genannt, oder einfach „The Quarter“, auf Grundlage des Zuzugs von amerikanischen Einwanderern nach dem Louisiana Purchase. Die meisten erhaltenen historischen Gebäude wurden entweder im späten 18. Jahrhundert, als die Stadt noch zum Vizekönigreich Neuspanien gehörte, oder während der ersten Hälfte des 19. Jahrhunderts, nachdem die französische Kolonie Louisiana Teil der Vereinigten Staaten wurde und dann ein Bundesstaat, errichtet.
Der Stadtteil als Ganzes wurde mit seinen zahlreichen einzigartigen Gebäuden in die Liste der National Historic Landmarks aufgenommen, die separat als bedeutend angesehen werden. Es ist das erste Anlaufziel für Touristen in der Stadt und Anziehungspunkt für die Einwohner. Wegen seiner Entfernung zu den Gebieten, wo der Damm während des Hurrikans Katrina im Jahr 2005 brach, sowie der festen und hohen Dämme zum nahegelegenen Mississippi River waren im French Quarter im Vergleich zu anderen Gebieten der Stadt und der Großregion nur relativ leichte Hochwasserschäden zu verzeichnen.

## Geographie

### Geografische Lage

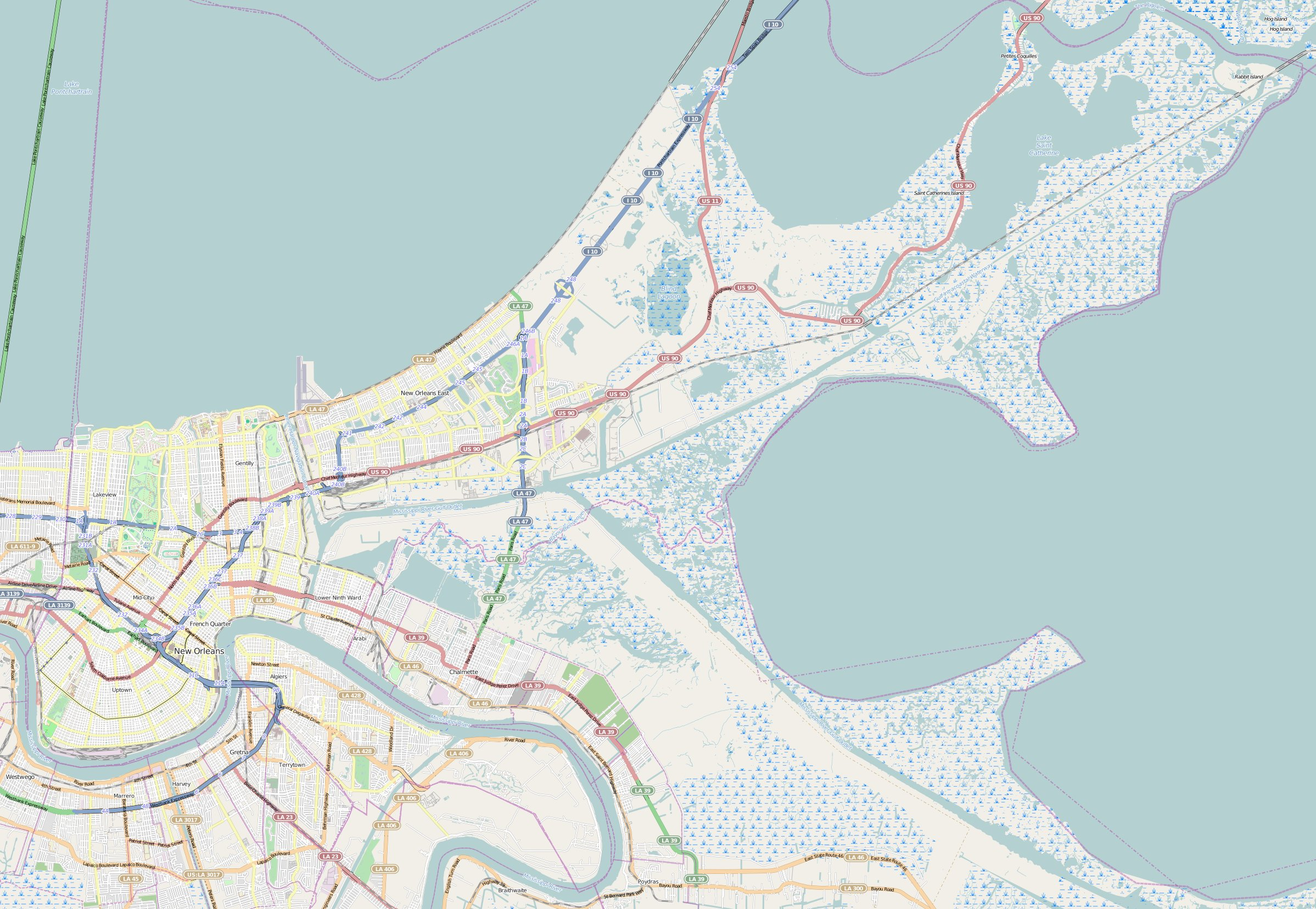
Karte von New Orleans

Das French Quarter liegt auf einer Höhe von drei Fuß (0,9 m). Gemäß dem United States Census Bureau (USCB) hat der Bezirk eine Gesamtfläche von 0,66 Quadratmeilen (1,7 km²). Davon sind 0,49 Quadratmeilen (1,3 km²) Land und 0,17 Quadratmeilen (0,4 km²) vom Wasser bedeckt.

### Bezirksgrenzen
Das French Quarter umfasst nach der gängigsten Definition das ganze Land entlang des Mississippi Rivers von der Canal Street zur Esplanade Avenue (13 Häuserblocks) und im Inland zur Rampart Street (sieben bis neun Häuserblocks). Es umfasst 78 Häuserblocks. Nach einigen Definitionen, wie dem Bauplanungsrecht, zählen dazu weder die Immobilien gegenüber der Canal Street, von denen viele saniert wurden, da sie unter Denkmalschutz stehen, noch der Abschnitt zwischen der Decatur Street und dem Mississippi River, wo zum Großteil schon lange Industrie- und Lagergebäude stehen.
Jede Veränderung der Gebäude in den verbliebenen Häuserblocks unterliegt der Überprüfung der Vieux Carré Commission, die bestimmt, ob ein Vorschlag für den historischen Charakter des Bezirks geeignet ist. Nach der Stadtplanungskommission sind die Grenzen des Stadtteils folgendermaßen definiert: die Esplanade Avenue im Norden; der Mississippi River im Osten; die Canal Street, Decatur Street und Iberville Street im Süden; und die Basin Street, St. Louis Street und North Rampart Street im Westen.
Die Größe des Bezirks des National Historic Landmark ist mit 85 Häuserblocks angegeben. The Quarter ist ein Unterbezirk vom French Quarter/CBD Area.

### Benachbarte Stadtteile
- Faubourg Marigny (Osten)
- Mississippi River (Süden)
- Central Business District (Westen)
- Iberville (Norden)
- Tremé (Norden)

## Einwohnerentwicklung
| Jahr      | 2000  | 2010  |
| --------- | ----- | ----- |
| Einwohner | 4.176 | 3.813 |

## Geschichte
Viele der Gebäude im Stadtteil stammen aus der Zeit vor 1803, als New Orleans im Rahmen des Louisiana Purchase durch die Vereinigten Staaten erworben wurde. Das älteste erhaltene Gebäude ist der 1745–53 erbaute Ursulinenkonvent. Während des 19. und des frühen 20. Jahrhunderts kamen weitere Gebäude hinzu. Seit den 1920er Jahren sind die historischen Gebäude gesetzlich geschützt und dürfen nicht abgerissen werden. Alle Renovierungen oder Neubauten im Stadtteil müssen auf der Grundlage von Stadtvorschriften durchgeführt werden, um den historisch-architektonischen Stil zu bewahren.

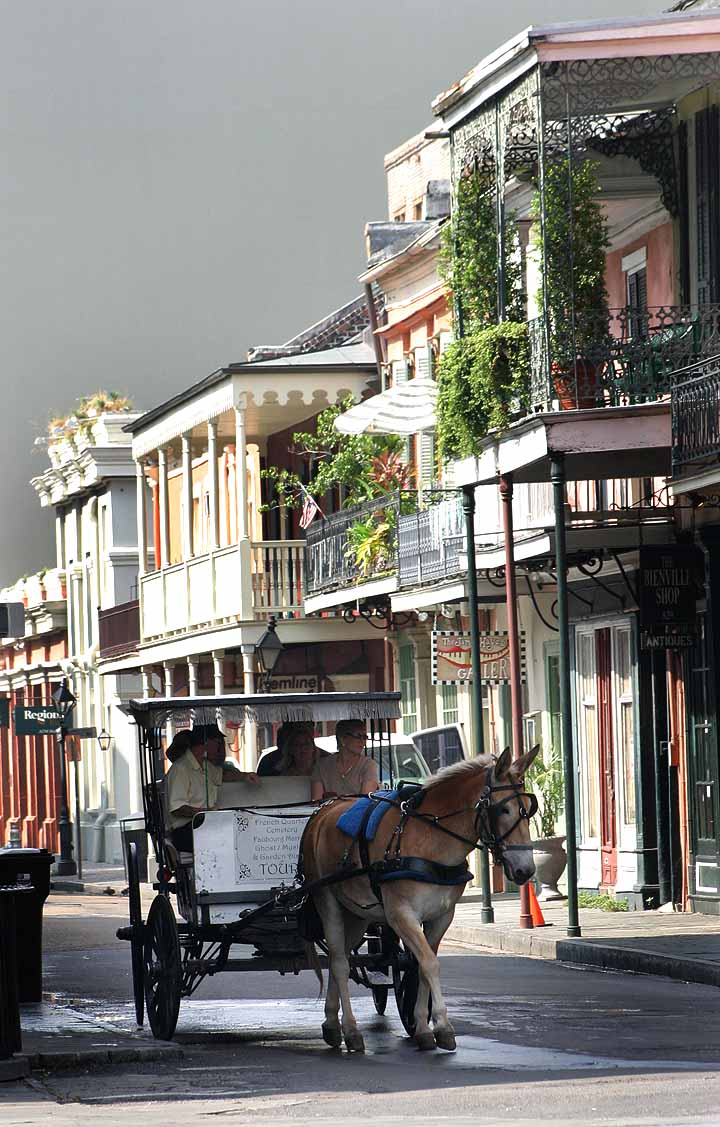
Eine Kutschfahrt durch das French Quarter (2007)

Der Großteil des French Quarter wurde während des späten 18. Jahrhunderts erbaut. Daher spiegelt sich auch die spanische Vorherrschaft über die Stadt in der Architektur wider. Davor zerstörten die Großfeuer von New Orleans aus den Jahren 1788 und 1794 den größten Teil der alten französischen Kolonialarchitektur. Im Anschluss daran ließen die neuen spanischen Kolonialherren die zerstörten Teile im damals zeitgenössischen Stil wieder aufbauen. Mit ihrer neuen strengen Brandschutzverordnung wurde verfügt, dass alle Gebäude physisch angrenzen und nahe am Bordstein stehen, um eine Brandwand zu schaffen. Die alten französischen Dächer wurden durch Ziegeldächer ersetzt. Zusätzlich wurde die hölzerne Hausverkleidung zugunsten des feuerbeständigen Stucks ersetzt, welcher in den damals modischen Pastellfarben bemalt wurde. Als Folge davon prägen heute bunte Wände und Dächer sowie aufwendig dekorierte, schmiedeeiserne Balkons und Galerien aus dem späten 18. und dem frühen 19. Jahrhundert das Straßenbild. (Im Südosten Louisianas wird zwischen „Balkonen“, welche selbsttragend und an der Seite des Gebäudes befestigt sind, und „Galerien“ unterschieden, die von Pfosten oder Säulen gestützt werden.)
Als die englischsprachigen Amerikaner nach dem Louisiana Purchase begannen, nach New Orleans zu ziehen, bauten die meisten von ihnen auf dem verfügbaren Land flussaufwärts jenseits der heutigen Canal Street. Diese Verkehrsstraße wurde zum Treffpunkt zweier Kulturen, der dort lebenden französischsprachigen Kreolen und der neu hinzugezogenen englischsprachigen Amerikaner. (Lokale Grundbesitzer hielten den kreolischen Architekten und Landvermesser Barthelemy Lafon fest, damit er ihr Land aufteilt um einen amerikanischen Vorort zu gründen) Der Trennstreifen des breiten Boulevards wurde zu einem Platz, auf dem sich die beiden Kulturen treffen konnten, um jeweils Geschäfte in französischer und englischer Sprache zu tätigen. Daher wurde er als „neutral ground“ bekannt. Dieser Name wird bis heute für die Trennstreifen im Gebiet von New Orleans verwendet.
Schon vor dem Bürgerkrieg waren die französischsprachigen Kreolen eine Minderheit im French Quarter. Im späten 19. Jahrhundert wurde das French Quarter zu einem weniger angesagten Teil der Stadt. Während dieser Zeit ließen sich viele Einwanderer aus Süditalien und Irland dort nieder. Der italienische Konsul schätzte 1905, dass ein Drittel bis die Hälfte der Bevölkerung im French Quarter Italiener oder italienisch-amerikanischer Abstammung in der zweiten Generation waren. Auch viele der irischen Einwanderer ließen sich an der Esplanade nieder, dem heutigen Stadtteil Irish Channel.

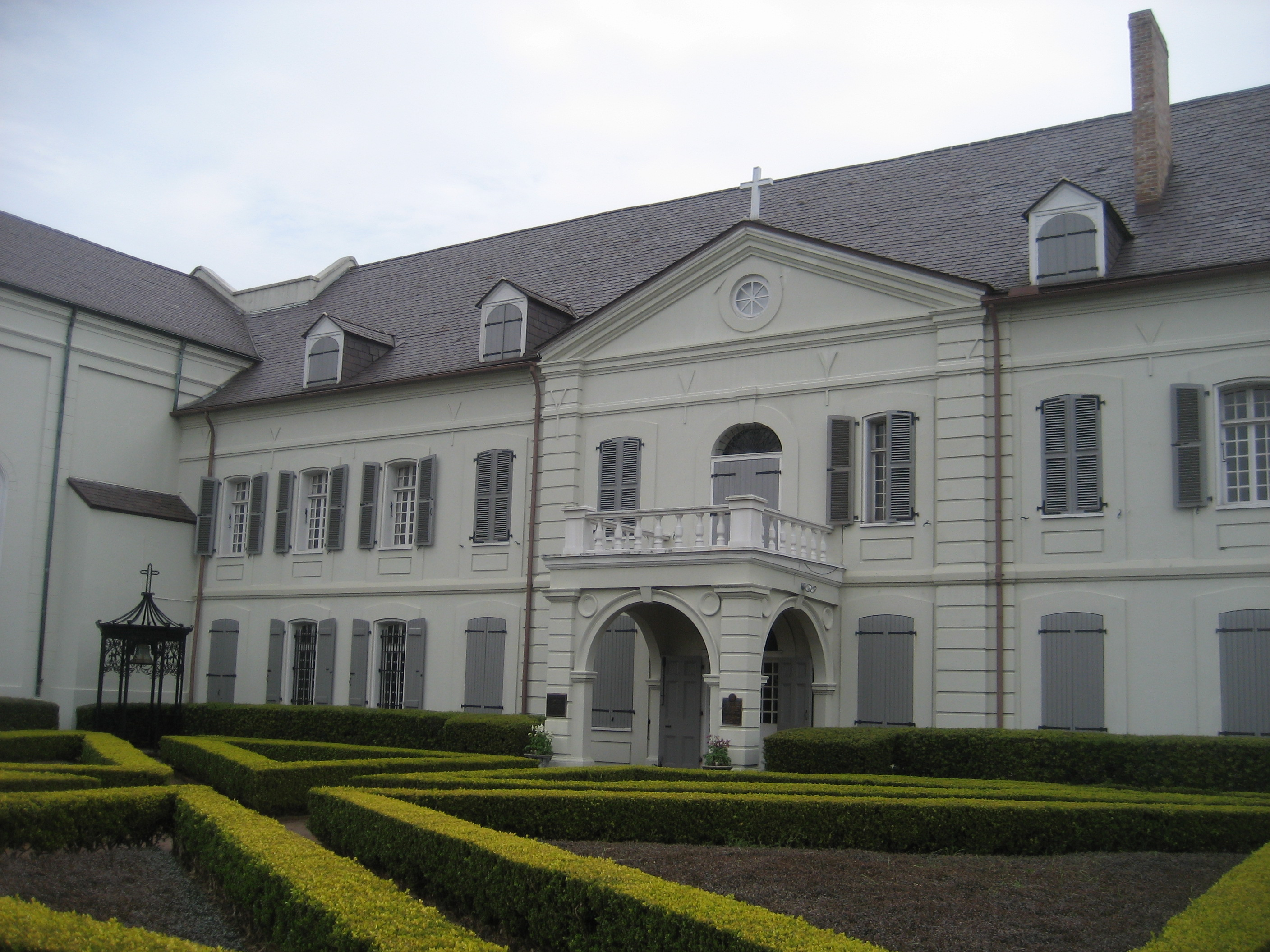
Der ab 1745 im französischen Barockstil erbaute ehemalige Ursulinenkonvent ist das älteste erhaltene Gebäude der Stadt

Im Jahr 1917 wurde das Storyville, ein seit 1897 legalisiertes Rotlichtviertel im French Quarter, von den Bundesbehörden geschlossen. Als Folge davon machte sich die Prostitution im restlichen French Quarter wieder breit, welches:

“for most of the remaining French Creole families ... was the last straw, and they began to move uptown.”

„für die meisten der verbliebenen französischsprechenden kreolischen Familien ... der letzte Strohhalm war, und daher begannen sie stadtaufwärts zu ziehen.“

Diese Tatsache kombiniert mit dem Verlust des French Opera House durch ein Feuer zwei Jahre später führte zum Ende der französischsprechenden Kreolenkultur in French Quarter. Viele der verbliebenen französischsprechenden Kreolen zogen auf das Universitätsgelände.
Im frühen 20. Jahrhundert lockten billige Mieten und heruntergekommene Gebäude Künstler an und ließen eine Bohème-Künstlergemeinde entstehen – ein Trend, der sich in den 1920er Jahren fortsetzte. Viele der neuen Bewohner führten erste Sanierungsmaßnahmen im French Quarter durch. Infolgedessen wurde im Jahr 1925 die Vieux Carré Commission (VCC) gegründet, zunächst nur als ein Beratungsgremium. Ein Referendum im Jahr 1936, um die Staatsverfassung von Louisiana zu ändern, gewährte dieser dann mehr Regulierungsrechte. Mit ihren neuen Befugnissen begann die Vieux Carré Commission, sich für den Erhalt und den Schutz des Stadtteils einzusetzen.
Während des Zweiten Weltkrieges kamen tausende Soldaten und Rüstungsarbeiter nach New Orleans, um in den Militärbasen zu dienen und in den Werften zu arbeiten, die sich in der Region befanden. Viele von ihnen statteten dem French Quarter Besuche ab. Obwohl das Nachtleben bereits in den zwei Jahrzehnten nach der Schließung von Storyville begonnen hatte, sich in die Bourbon Street zu verlagern, führte der Krieg zu einer größeren, dauerhaften Präsenz von exotischer, gewagter und oft rauer Unterhaltung auf dem, was im Laufe der Zeit der bekannteste Streifen der Stadt wurde. Während der Amtszeit des Bürgermeisters deLesseps Story Morrison kam es dann über Jahre hinweg zu Razzien in den Clubs der Bourbon Street. Ihren Höhepunkt erreichten die Razzien unter dem Bezirksstaatsanwalt Jim Garrison im Jahr 1962, allerdings nahmen die Clubs bald darauf ihr Geschäft wieder auf.
Der Plan zum Bau einer aufgeschütteten Autobahn am Flussufer zwischen dem Mississippi-Damm und dem French Quarter beschäftigte in den 1960er Jahren über viele Jahre die Erhalter des French Quarters. Am 21. Dezember 1965 wurde der „Vieux Carre Historic District“ als National Historic Landmark aufgenommen. Nach einem jahrzehntelangen Kampf gegen den Bau des Vieux Carré Riverfront Expressways, der nach dem verabschiedeten National Historic Preservation Act (NHPA) im Jahr 1966 gebaut werden sollte, brachten die Erhalter des French Quarters und ihre Verbündeten die Angelegenheit vor das Bundesgericht. Dort entschied das Gericht schließlich im Jahr 1969, die Autobahnpläne zu annullieren.
Der Sieg war wichtig für den Erhalt des French Quarters, stellte allerdings nicht die einzige Herausforderung in dieser Zeit dar. Während der 1960er Jahre wurden regelmäßig neue Hotels eröffnet und ersetzten oft große Teile des French Quarters. Die Vieux Carré Commission genehmigte diese Bauwerke, solange ihr Design den vorherrschenden Außenbereichsstil einhielt. Hingegen befürchteten die Gegner, dass der Charme des French Quarters durch zu viele neue Gasthöfe gefährdet würde. Daher betrieben sie erfolgreich Lobbyarbeit. Im Jahr 1969 wurde ein Gesetz verabschiedet, welches neue Hotels innerhalb der Bezirksgrenzen verbot. Allerdings konnte dadurch die Ausbreitung von Ferienwohnungen und illegalen Fremdenzimmer-Gasthöfen im gesamten French Quarter oder Hochhaus-Hotels direkt außerhalb seiner Grenzen nicht verhindert werden. In den 1980er Jahren führten steigende Mieten dazu, dass viele Langzeitbewohner aus dem French Quarter wegzogen, da die Immobilienpreise mit der erwarteten Weltausstellung von 1984 in New Orleans anstiegen.
Der Stadtteil wurde wegen des Tourismus weiter entwickelt, der für die lokale Wirtschaft wichtig ist. Daneben gibt es im French Quarter noch Wohnungen, Hotels, Gästehäuser, Bars, Restaurants und touristisch orientierte Gewerbeimmobilien.

### Auswirkungen des Hurrikans Katrina

Satellitenfotos von New Orleans im März 2004 und dann am 31. August 2005, nach dem Deichbruch

Wie auch bei anderen Teilen der Stadt, die vor dem Ende des 19. Jahrhunderts erschlossen wurden, steht das French Quarter auf höher gelegenem Land vor den Deichsystemen. Daher blieb das French Quarter nach dem Hurrikan Katrina weitgehend trocken. Es steht fünf Fuß (1,5 m) über dem Meeresspiegel. Auf einigen Straßen stand nur wenig Wasser infolge der Überschwemmungen, mehrere Gebäude wiesen aber erheblichen Windschaden auf. Die meisten Sehenswürdigkeiten erlitten nur geringe Schäden. Darüber hinaus wurde der Stadtteil weitgehend von Plünderung und Gewalt verschont, die nach dem Sturm auftraten. Fast alle Antiquitätenläden und Kunstgalerien in French Quarter blieben unberührt.
Am 26. September 2005, beinahe einen Monat nach dem Ende des Sturms, öffnete der Bürgermeister Ray Nagin das French Quarter wieder für die ansässigen Ladenbesitzer, damit sie ihr Eigentum überprüfen und mit den Aufräumarbeiten beginnen konnten. Innerhalb weniger Wochen eröffnete ein Großteil der Geschäfte im French Quarter wieder. Das Williams Research Center Annex der Historic New Orleans Collection war der erste Neubau im French Quarter nach dem Hurrikan Katrina.

## Sehenswürdigkeiten und Attraktionen

### Jackson Square

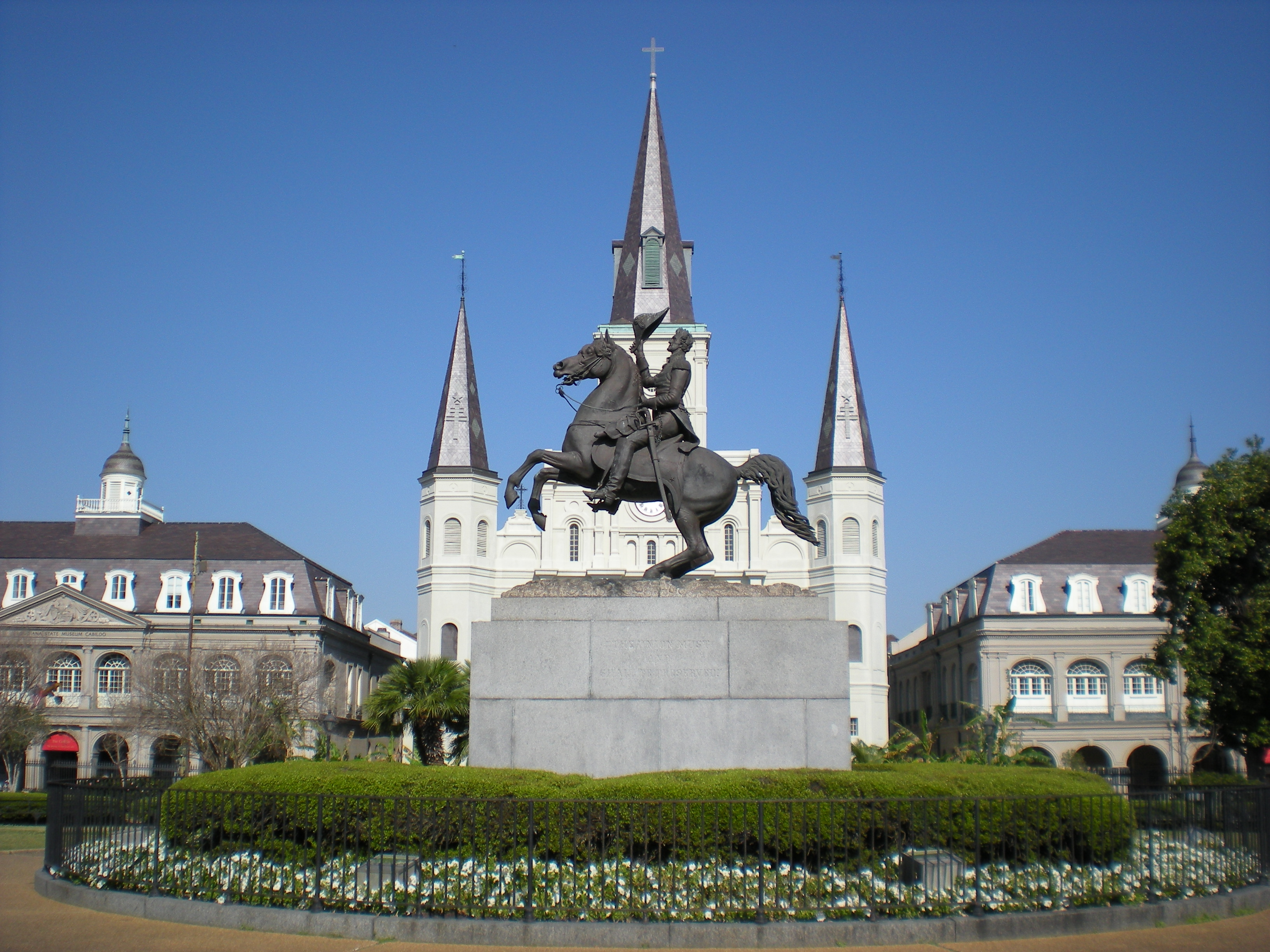
Das Reiterstandbild von Andrew Jackson vor der St. Louis Cathedral, welche von dem Cabildo und dem Presbytere flankiert wird.

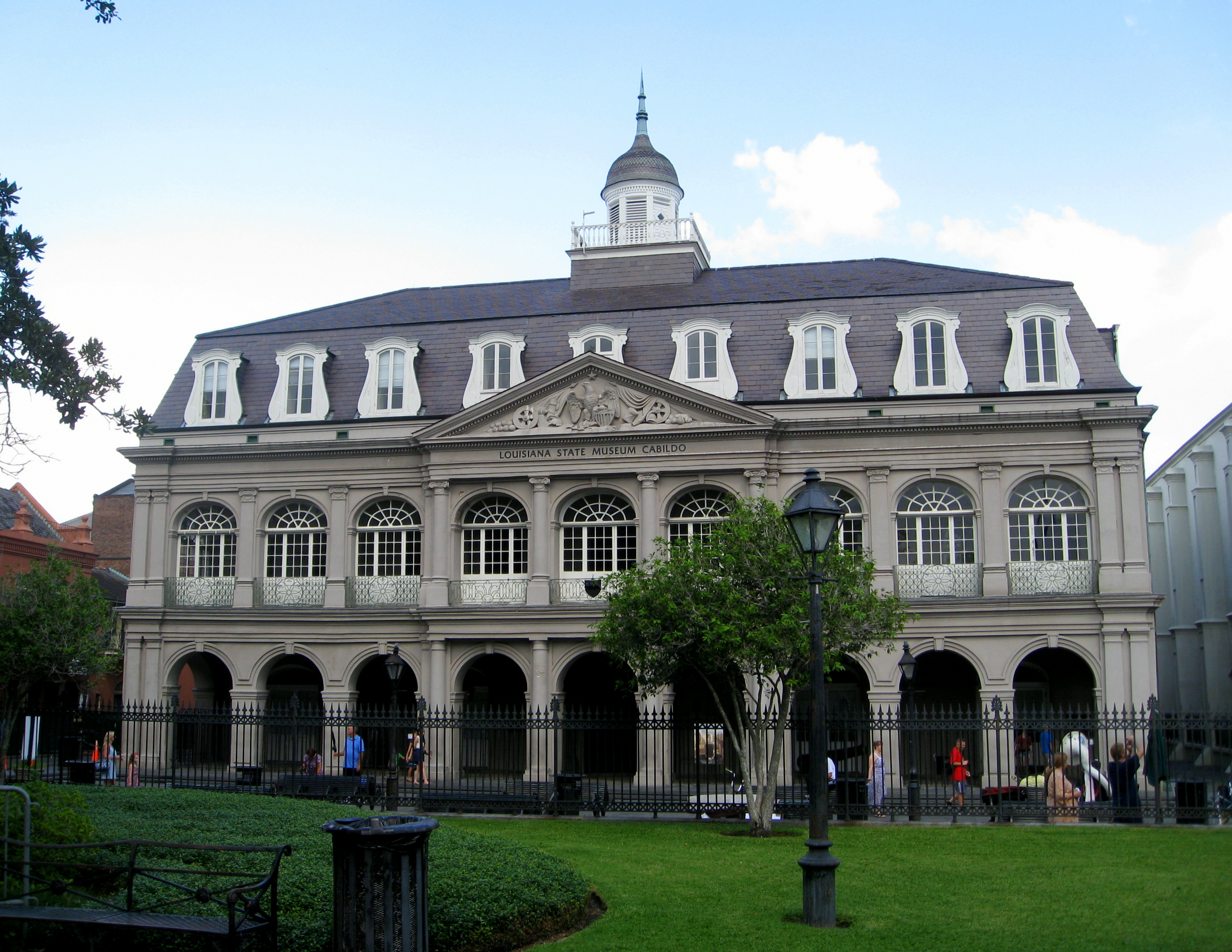
Das Cabildo, nach dem Brand von 1788 als spanisches Rathaus 1795–99 wiederaufgebaut

Der Jackson Square, unter den Franzosen als Place d’Armes und dann unter den Spaniern als Plaza de Armas bekannt, wurde ursprünglich von dem Architekten und Landschaftsarchitekten Louis H. Pilié (der offiziell nur als Schöpfer des eisernen Zauns genannt wird) entworfen und ist heute ein öffentlicher, umfriedeter Park von der Größe eines Häuserblocks an der Vorderseite des French Quarters (29° 57′ N, 90° 4′ W). In der Mitte des 19. Jahrhunderts wurde der Platz nach dem siebten Präsidenten Andrew Jackson benannt, der während des Britisch-Amerikanischen Krieges gegen die Briten in der Schlacht von New Orleans einen Sieg errang.
Im Jahr 1856 erwarben die Stadtführer ein Reiterstandbild von Andrew Jackson vom bekannten Bildhauer Clark Mills. Die Statue wurde in der Mitte des Jackson Squares aufgestellt, welcher zuvor von einem militärischen Paradeplatz und einer Hinrichtungsstätte zu einem Park umgewandelt worden war. Die verurteilten Verbrecher wurden manchmal auf dem Jackson Square aufgehängt. Nach dem Sklavenaufstand im Jahr 1811, als Louisiana noch ein Territorium und kein Bundesstaat war, wurden einige der Aufrührer im Orleans Parish unter einem Justizsystem zum Tode verurteilt, welches die amerikanische Rechtsprechung noch nicht übernommen hatte. Ihre abgetrennten Köpfe wurden auf dem Jackson Square öffentlich ausgestellt.
Vom Jackson Square konnte man ursprünglich den Mississippi River über die Decatur Street überblicken. Allerdings wurde die Aussicht im 19. Jahrhundert verdeckt, als die großen Deiche entlang des Flusses errichtet wurden. Die Flussufer werden längst für die schifffahrtsbezogenen Aktivitäten im Herzen des Hafens verwendet. Während der Amtszeit des Bürgermeisters Moon Landrieu wurde eine Uferpromenade jenseits des Jackson Squares geschaffen, welche als der „Moon Walk“ bekannt ist. Ende der 1980er Jahre wurden die alten Werften und Lagerhäuser abgerissen, um den Woldenberg Park zu errichten, der die Uferpromenade bis zur Canal Street verlängert.
Auf der vom Fluss aus gesehen gegenüberliegenden Seites des Jackson Squares stehen drei historische Gebäude aus dem 18. Jahrhundert, die das Herz der Stadt in der Kolonialzeit waren. Das mittlere ist die St. Louis Cathedral. Die Kathedrale wurde von Papst Paul VI. zur Basilica minor bestimmt. Links von der Kathedrale steht das Cabildo, das alte Rathaus und heute ein Museum, wo die letzten Übertragungsdokumente für den Louisiana Purchase unterzeichnet wurden. Rechts von der Kathedrale steht das Presbytère. Es wurde als passendes Gegenstück zum Cabildo gebaut. Ursprünglich als Haus für die römisch-katholischen Priester und die Amtsträger geplant, wurde es zu Beginn des 19. Jahrhunderts nach dem Louisiana Purchase zu einem Gerichtsgebäude umfunktioniert, als die Zivilregierung über die Kirche erhoben wurde. Im 20. Jahrhundert wurde es zu einem Museum.

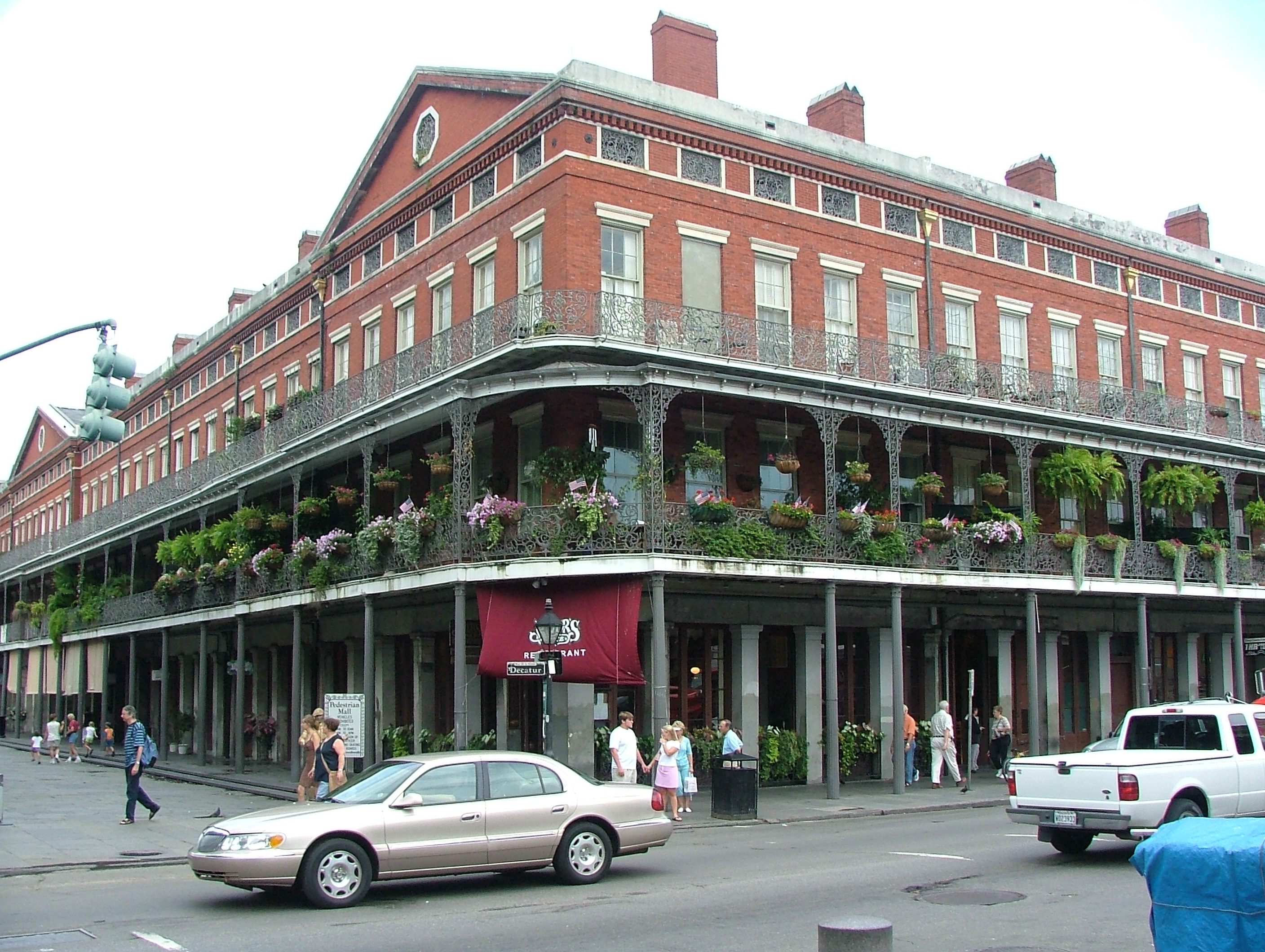
Pontalba Buildings, erbaut Ende der 1840er Jahre

Zu beiden Seiten des Jackson Squares befinden sich die Pontalba Buildings, einen Häuserblock lange, vierstöckige Gebäude aus roten Ziegelsteinen, die zwischen 1849 und 1851 gebaut wurden. In den Erdgeschossen befinden sich Läden und Restaurants, in den oberen Etagen Wohnungen. Die Gebäude wurden als Reihenhäuser geplant. Sie wurden erst in den 1930er Jahren während der Weltwirtschaftskrise zu Mietwohnungen umgewandelt.
Die Gebäude wurden von Baroness Micaela Almonester Pontalba, Tochter von Don Andres Almonaster y Rojas, einem prominenten spanischen Philanthropen im kreolischen New Orleans, entworfen und gebaut. Micaela Almonaster wurde 1795 in Louisiana geboren. Ihr Vater starb drei Jahre später. Sie wurde alleinige Erbin seines Vermögens und seiner Landbesitzungen in New Orleans.

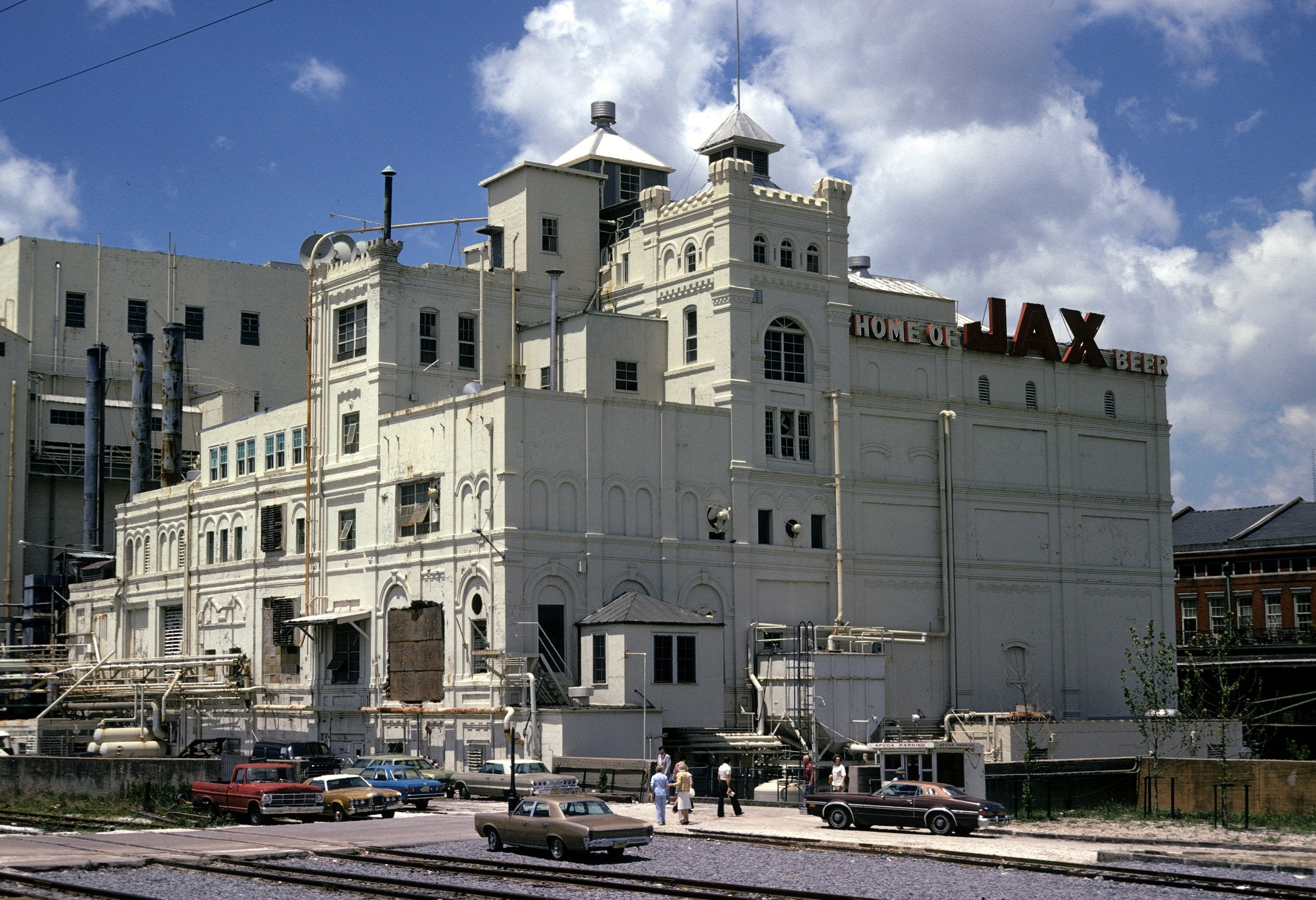
Ansicht auf das Jackson Brewing-Gebäude flussabwärts (1976)

Direkt gegenüber dem Jackson Square steht das Jackson-Brewing-Gebäude, der ursprüngliche Produktionsort eines lokalen Bieres. Nachdem das Unternehmen nicht mehr selbstständig war, wurde das Gebäude umgebaut, um Einzelhandelsgeschäfte unterzubringen, darunter Restaurants und Fachgeschäfte. In den letzten Jahren wurden einige Einzelhandelsflächen am Flussufer zu Eigentumswohnungen umgewandelt. Hinter dem Jackson-Brewing-Gebäude liegt der Toulouse-Street-Kai, der reguläre Pier für den Ausflugsdampfer Natchez.

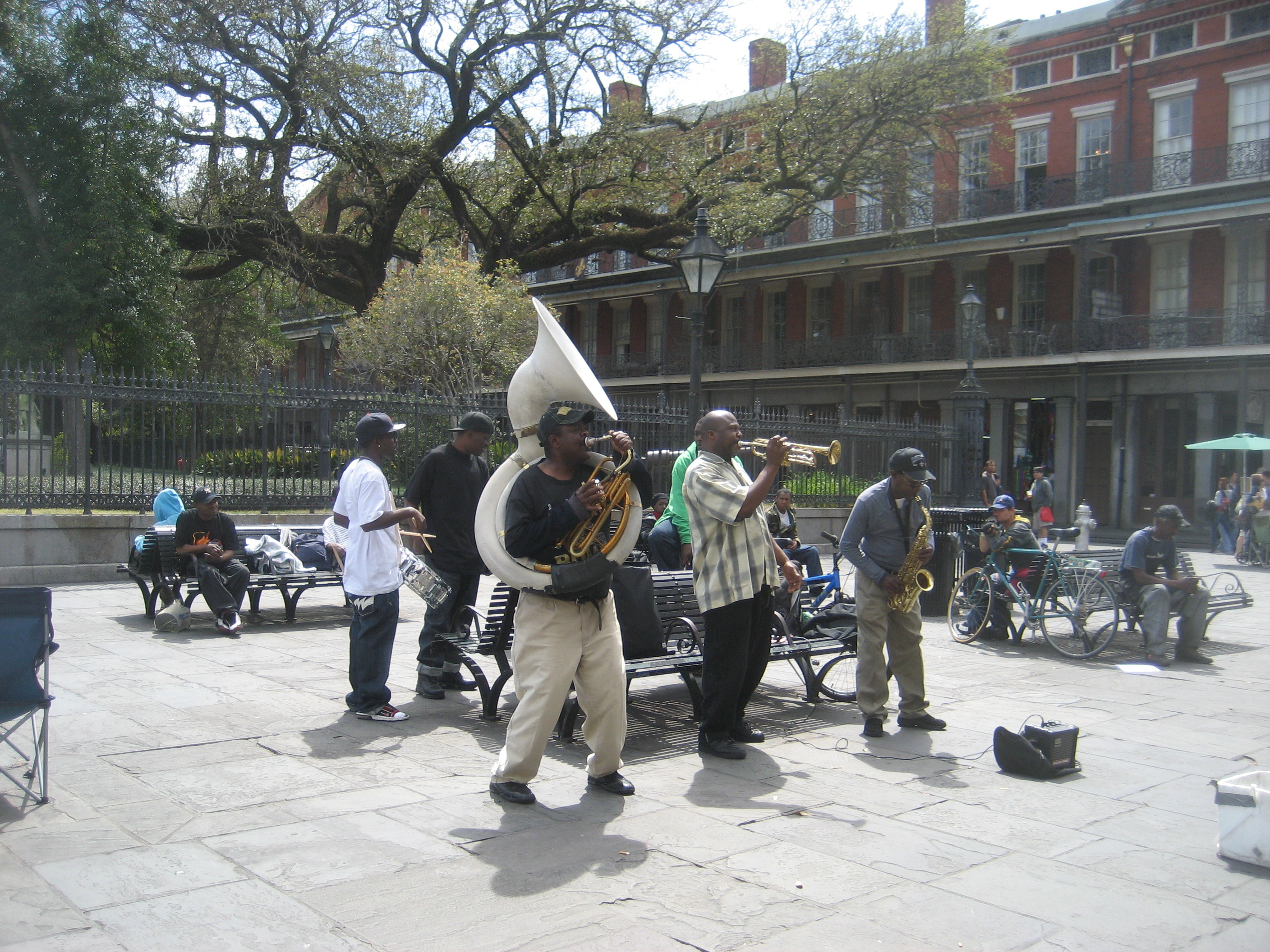
Jazzgruppe auf dem Jackson Square vor den Pontalba Buildings

Von den 1920er Jahren bis in die 1980er Jahre war der Jackson Square als Anziehungspunkt für Maler, junge Kunststudenten und Karikaturisten bekannt. In den 1990er Jahren kamen Tarotkartenleser, Pantomimen, Wahrsager und Straßenkünstler hinzu.
Live-Musik ist seit über einem Jahrhundert ein fester Bestandteil des gesamten French Quarters, einschließlich des Jackson Squares. Straßenmusiker, wie seit den 1990er Jahren regelmäßig Doreen’s Jazz New Orleans, spielen dort für Trinkgelder. Gelegentlich werden auch offizielle Konzerte gehalten.
Am der dem Cabildo gegenüberliegenden Ecke des Jackson Square steht das Café du Monde, das 24 Stunden am Tag geöffnet hat, außer am Weihnachtstag und bei Hurrikans. Das historische Open-Air-Café ist für seinen Milchkaffee – Kaffee mit Zichorie – und Beignets bekannt, die dort seit der Bürgerkriegszeit (1862) kontinuierlich hergestellt und serviert werden. Es ist eine Sitte für jeden, der es zum ersten Mal besucht, den Puderzucker von einem Beignet abzublasen und sich etwas zu wünschen.

### Bourbon Street

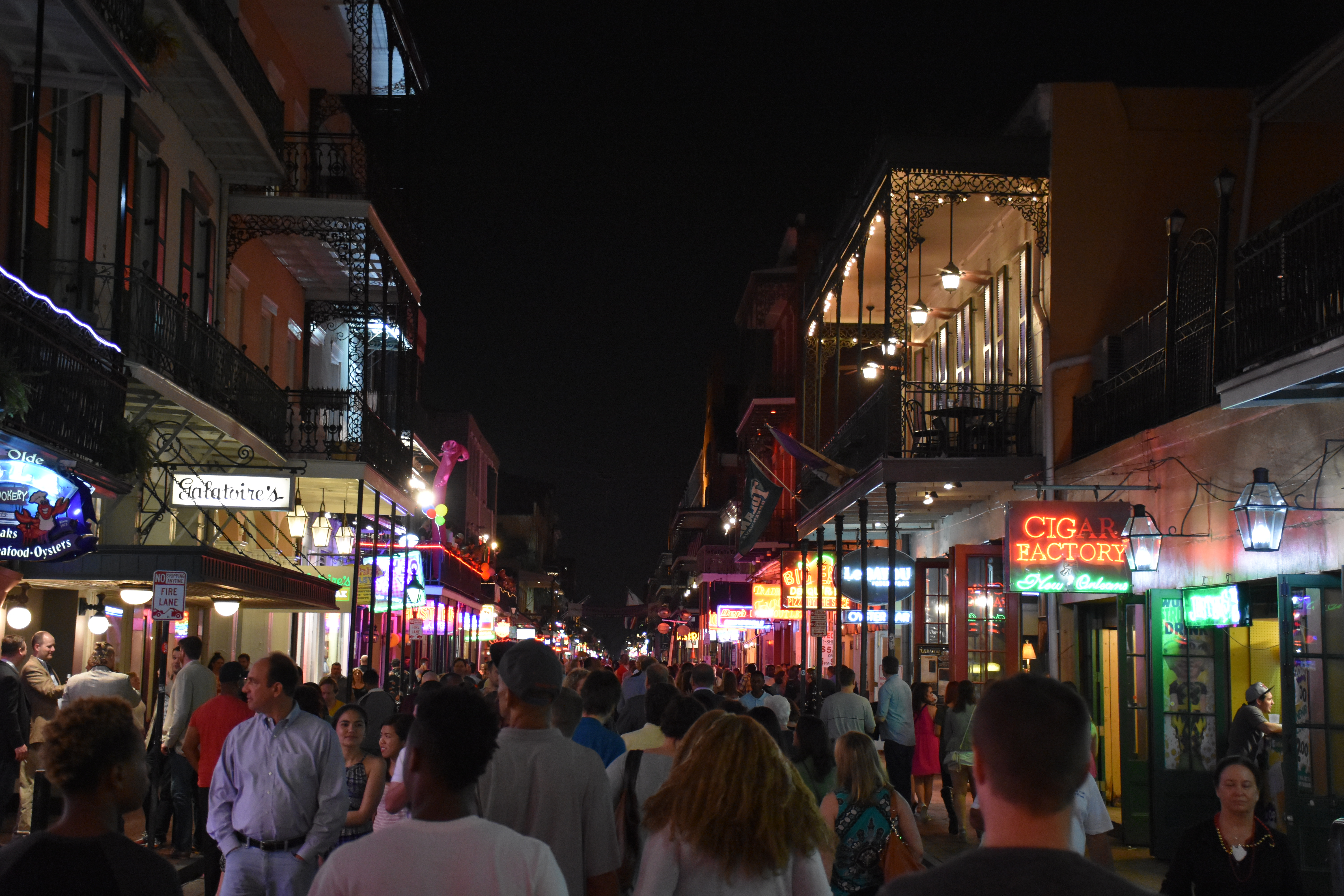
Bourbon Street bei Nacht

Die bekannteste Straße im French Quarter ist die Bourbon Street, auch Rue Bourbon genannt, welche für ihre Restaurants bekannt ist. Die meisten Bars, die von Touristen besucht werden, sind neu, aber das French Quarter beheimatet auch eine Reihe von einzigartigen Bars mit interessanten Geschichten. Das Old Absinthe House hat seinen Namen behalten, obwohl Absinth in den Vereinigten Staaten von 1915 bis 2007 verboten war, weil man glaubte, es habe eine toxische Wirkung.
Die Pat O’Brien’s Bar ist sowohl für die Erfindung des roten „Hurricane“-Cocktails als auch als erste Duellklavierbar bekannt. Sie befindet sich an der 718 St. Peter Street. In derselben Straße, 726 St. Peter Street, steht die Preservation Hall, welche seit 1961 als Aufführungsstätte für den New-Orleans-Jazz dient.
Der Lafitte’s Blacksmith Shop ist eine Taverne, die an der Ecke Bourbon und St. Philip Street liegt. Erbaut wurde sie vor 1772 und ist heute eines der ältesten erhaltenen Gebäude in New Orleans. Es ist auch die älteste Bar in ganz Amerika, welche noch als Bar betrieben wird. Nach einer Legende war das Gebäude einmal ein Geschäft, welches dem Freibeuter Jean Laffite gehörte, vielleicht als Tarnung für seine vielen Schmuggeltätigkeiten in der Barataria Bay. Es existieren aber keine Belege dafür.
Die Napoleon House Bar mit dem Restaurant befindet sich in dem ehemaligen Haus des Bürgermeisters Nicholas Girod. Es wurde nach einem nicht realisierten Komplott zur Rettung von Napoleon Bonaparte aus seinem Exil auf Saint Helena benannt, bei dem er nach New Orleans gebracht werden sollte.
Das Spirits on Bourbon wurde in der Staffel 3 von Bar Rescue gezeigt. Es ist für seinen Resurrection Cocktail in dem leuchtenden Schädelbecher bekannt.
Der Bourbon Pub und das Oz befinden sich beide an der Kreuzung Bourbon und St. Ann Street und sind die größten Schwulenklubs in New Orleans. Das Cafe Lafitte in Exile an der Kreuzung Bourbon und Dumaine Street ist die älteste kontinuierlich betriebene Schwulenbar in den Vereinigten Staaten. Diese und andere Schwuleneinrichtungen sponsern das jährlich stattfindende Southern-Decadence-Festival während des Labor-Day-Wochenendes. Das Festival wird oft als New Orleans’ Gay Mardi Gras bezeichnet. Die Kreuzung von Bourbon und St. Ann Streets ist auch als the Lavender Line oder the Velvet Line bekannt in Bezug auf das mehrheitlich von Schwulen bewohnte Viertel.
New Orleans und sein French Quarter sind einer der wenigen Orte in den Vereinigten Staaten, wo der Besitz und der Konsum von Alkohol in offenen Gefäßen auf der Straße erlaubt ist.

### Restaurants

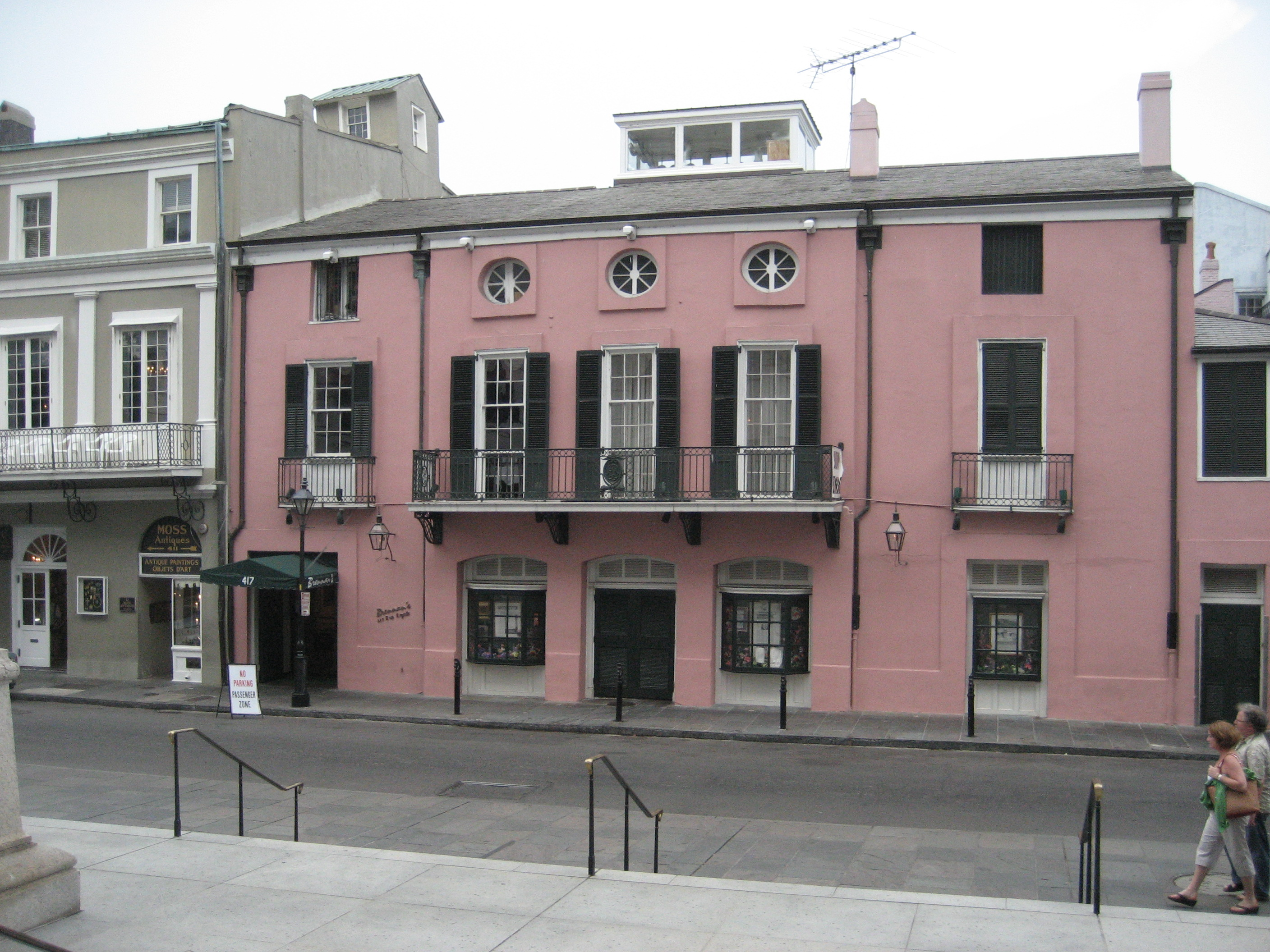
Brennan’s Restaurant, seit 1946 in einem Gebäude aus den 1790er Jahren betrieben

Der Stadtteil beheimatet viele Restaurants, von klassischen bis zu zwanglosen, wo sowohl Besucher als auch Einheimische essen gehen. Einige sind bekannte Wahrzeichen, wie das Antoine’s und das Tujague’s, die seit dem 19. Jahrhundert im Geschäft sind. Arnaud’s, Galatoire’s und Broussard’s werden auch geschätzt. Das Brennan’s mit eleganten Räumen und einem Innenhof wird seit 1946 betrieben und gehört zu den besten Küchen der Stadt, es wurde von derselben Familie gegründet wie der bekannte Commander's Palace im Garden District.
Weniger historische, aber gut bekannte Restaurants sind die der Chefköche Paul Prudhomme („K-Paul’s“), Emeril Lagasse („NOLA“) und John Besh. Das Port of Call an der Esplanade Avenue ist seit mehr als 30 Jahren im Geschäft und für seinen „Monsoon“-Drink und sein Essen bekannt. Der Monsoon-Drink war ihre Antwort auf den „Hurricane“-Cocktail von Pat O’Brien’s Bar.
Der Gumbo Shop ist ein weiteres traditionelles Esslokal im French Quarter, wo Freizeitkleidung akzeptiert ist. Bei Central Grocery an der Decatur Street kann man ein originales italienisches Muffuletta-Sandwich bekommen.

### Hotels
Unterkünfte im French Quarter reichen von großen internationalen Hotelketten, Fremdenzimmern und teilzeitgenutzten Eigentumswohnungen bis hin zu kleinen Gästehäusern mit nur einem oder zwei Zimmern.
Die Audubon Cottages sind eine Reihe von sieben luxuriösen kreolischen Cottages, von denen zwei durch John James Audubon während des 19. Jahrhunderts genutzt wurden, als er eine kurze Zeit in New Orleans arbeitete. Das Hotel St. Pierre ist ein kleines Hotel, welches aus historischen Häusern mit einem Innenhof besteht, ähnlich verfügt das Hotel Mazarin, ein stattliches Gebäude aus dem 19. Jahrhundert, über einen stilvollen Innenhof.
Das French Quarter ist bekannt für seine traditionellen Hotels, wie das Bourbon Orleans, das Hotel Monteleone (Familienbesitz), das Royal Sonesta, das Astor und das Omni Royal Orleans. Diese Hotels bieten erstklassige Lage, schöne Aussichten und/oder historische Atmosphäre.